# Akh-Menu
Akh-Menu che significa "luminoso di monumenti" era il tempio giubilare di Thutmosis III, ubicato nel Cortile del Medio Regno a Karnak, e chiamato Tempio di Milioni di Anni.
| G25 · Aa1 | mn · n · W24 · W24 · W24 |

3ḫ mn w -  Akh menu

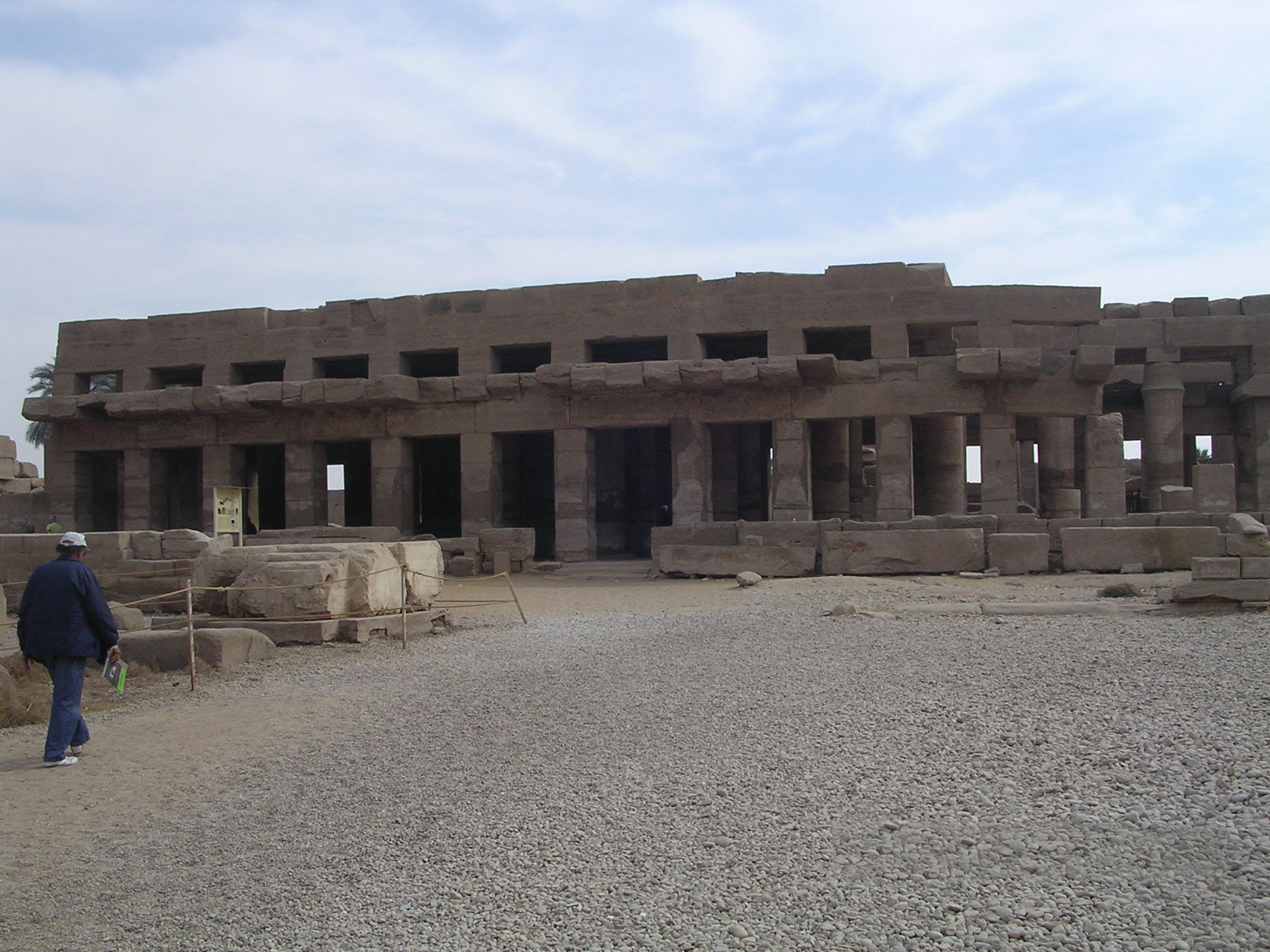
Veduta dell'Akh-Menu tempio giubilare di Thutmosis III

È anche chiamato, in modo generico, Sala delle Feste per le celebrazioni che vi venivano svolte in occasione della ricorrenza giubilare del re, chiamata festa Sed e per le numerose ricorrenze sacre che vi venivano celebrate come la festa di Opet.

## Disposizione

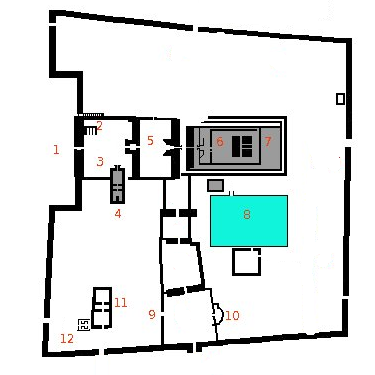
1 - primo pilone (XXX dinastia)
2 - tempio di Seti II (XVIII dinastia)
3 -grande cortile porticato
4 - tempio di Ramesse III (XX dinastia)
5 - sala ipostila (Seti I, Ramesse II)
6 -Tempio di Amon
7 - Akh-Menu
8 - lago sacro
9 - propilei sud
10 - tempio giubilare di Amenhotep II (XVIII dinastia)
11 - tempio di Khonsu
12 - tempio di Opet

La Sala delle Feste si trova alla fine della corte del Medio Regno, con il suo asse ad angolo retto rispetto all'asse est-ovest principale del tempio. È stata originariamente costruita per celebrare il giubileo (Heb-Sed) del faraone della diciottesima dinastia Tutmose III, e in seguito venne usato come parte della festività annuale dell'Opet. Sembra essere decorato per richiamare una gigante tenda che funge da tempio, completa di tende e pali. Situata in questo tempio, la lista dei re di Karnak mostra Tutmose III con alcuni dei primi re che contribuirono a costruire parti del complesso del tempio.
Risulta costituito da vestiboli, magazzini, camere, due cappelle, giardino botanico, dalla grande sala delle feste e dalla sala degli antenati.
- Cappelle rituali: situate all'estremità della Sala delle Feste, hanno raffigurazioni di processioni rituali Sed con offerte alle divinità. Vi è ancora una statua frammentaria di Thutmosis III con il dio Amon e la dea Mut.

- Camera della clessidra: è un piccolo ambiente ove era custodita una clessidra ad acqua indispensabile per misurare la durata dei riti.

- Sala delle Feste di Thutmose III: ampia sala composta da navate con il soffitto sorretto da dieci colonne di particolare impatto visivo. Infatti sono rosse, hanno un capitello non usuale, sono con base ridotta e nell'insieme richiamano i sostegni delle tende militari. Le raffigurazioni sulle colonne, sistematicamente distrutte, indicavano il re con varie divinità.

- Giardino botanico di Thutmose III: è una camera rettangolare con colonne papiriformi e con pareti decorate con bassorilievi rappresentanti piante e animali trovati durante le campagne militari, in Asia e Africa orientale, da Thutmosis III[2]. Molte specie hanno destato curiosità e sono state oggetto di studi identificativi per appurare la veridicità di quanto rappresentato. Scoprendo che, a volte, le raffigurazioni nel bassorilievo erano parziali, molte sono state identificate anche nella provenienza e la camera è stata rinominata Camera delle Meraviglie per la rarità e la stranezza della flora e della fauna rappresentate. Tutto ciò indicava la grande potenza di Amon che aveva creato anche cose che il popolo egizio stesso non conosceva e quindi, essendo un dio universale, i suoi confini andavano ben oltre i templi della valle del Nilo.

- Sala degli Antenati di Thutmose III: annessa alla Sala delle Feste, vi è la sala dove fu scoperta nel XIX secolo un'iscrizione nota come Lista regale di Karnak il cui scopo era quello di legittimare la sovranità di Thutmose III e da cui prese il nome di sala degli antenati. Nel fregio, che ornava la parete,  il sovrano stesso era raffigurato nell'atto di porgere offerte a 61 suoi antenati identificati attraverso i loro nomi. Rispetto ad altre liste reali egizie (Abido, Saqqara, Canone Reale) la lista di Karnak presenta un minore interesse storico non essendo stata realizzata con ordine cronologico[2]. Le lastre parietali con la lista incisa furono trafugate, nottetempo, nel 1843, dal francese Émile Prisse d'Avennes e si trovano attualmente (2008)  presso il Museo del Louvre di Parigi.